# GoDaddy
GoDaddy ist ein von Bob Parsons gegründeter Domain-Registrar und Webhoster mit Sitz in Scottsdale, US-Bundesstaat Arizona.
Die Go Daddy Group ist eine Zertifizierungsstelle und mit einem Marktanteil von 6,9 % (Stand: Oktober 2019) der viertgrößte Anbieter von SSL-Zertifikaten.

## Geschichte

Altes GoDaddy-Logo bis einschließlich 2019

Ein erster für das Jahr 2006 geplanter Börsengang wurde nicht vollzogen.
Obwohl GoDaddy traditionell nur als Registrar arbeitet, hat sich das Unternehmen 2007 als Registry für .us beworben. Das Joint Venture mit Afilias konnte sich 2007 allerdings nicht gegen NeuStar durchsetzen.
Im Jahr 2010 verwaltete GoDaddy fast 40 Millionen Domains und ist damit der weltgrößte Registrar, vor Enom und Tucows. Die Summe der registrierten Adressen wurden im März 2013 mit 55 Millionen beziffert, sodass GoDaddy mehr als die neun anderen großen Registrare zusammen verwaltet. Jeden Tag kommen 50.000 Domains dazu, insgesamt besaß GoDaddy bis dahin elf Millionen Kunden.
Im Juli 2011 wurde GoDaddy von einem Konsortium bestehend aus Kohlberg Kravis Roberts & Co. und Silver Lake übernommen. Die Eigentümer KKR und Silver Lake brachten das Unternehmen 2015 an die Börse.
Im Dezember 2016 veröffentlichte GoDaddy eine Pressemitteilung, in der sie ankündigten, die Host-Europe-Gruppe für 1,69 Milliarden Euro zu kaufen. Die Übernahme wurde am 3. April 2017 vollzogen.

## Kritik
Im Dezember 2011 kritisierte Jimmy Wales auf Twitter die Haltung von GoDaddy zum Stop Online Piracy Act und kündigte aus Protest den Umzug des Domain-Portfolios der Wikimedia Foundation zu einem anderen Anbieter an, der dann bis März 2012 abgeschlossen wurde.